# Anania ruwenzoriensis
Anania ruwenzoriensis is een vlinder van de familie van de grasmotten (Crambidae). De wetenschappelijke naam van deze soort is voor het eerst voorgesteld als Ethiobotys ruwenzoriensis door Koen Maes in een publicatie uit 1997. De soort is vernoemd naar de typelocatie, het Rwenzorigebergte. De spanwijdte bedraagt 31 à 32 millimeter.
De soort komt voor in Oeganda.